# 8TV (Malaisie)
Pour les articles homonymes, voir 8TV.
8TV est une chaîne de télévision malaisienne appartenant à Media Prima Berhad.